# Isla Grande (Antarktika)
Die Isla Grande (von spanisch grande ‚groß‘) ist die größere der beiden Guyou-Inseln in der Flandernbucht an der Danco-Küste des Grahamlands im Norden der Antarktischen Halbinsel. Sie liegt nördlich der Islote Chico.
Wissenschaftler einer von 1952 bis 1953 durchgeführten argentinischen Antarktisexpedition benannten sie deskriptiv.